# Lado (Sudan del Sud)

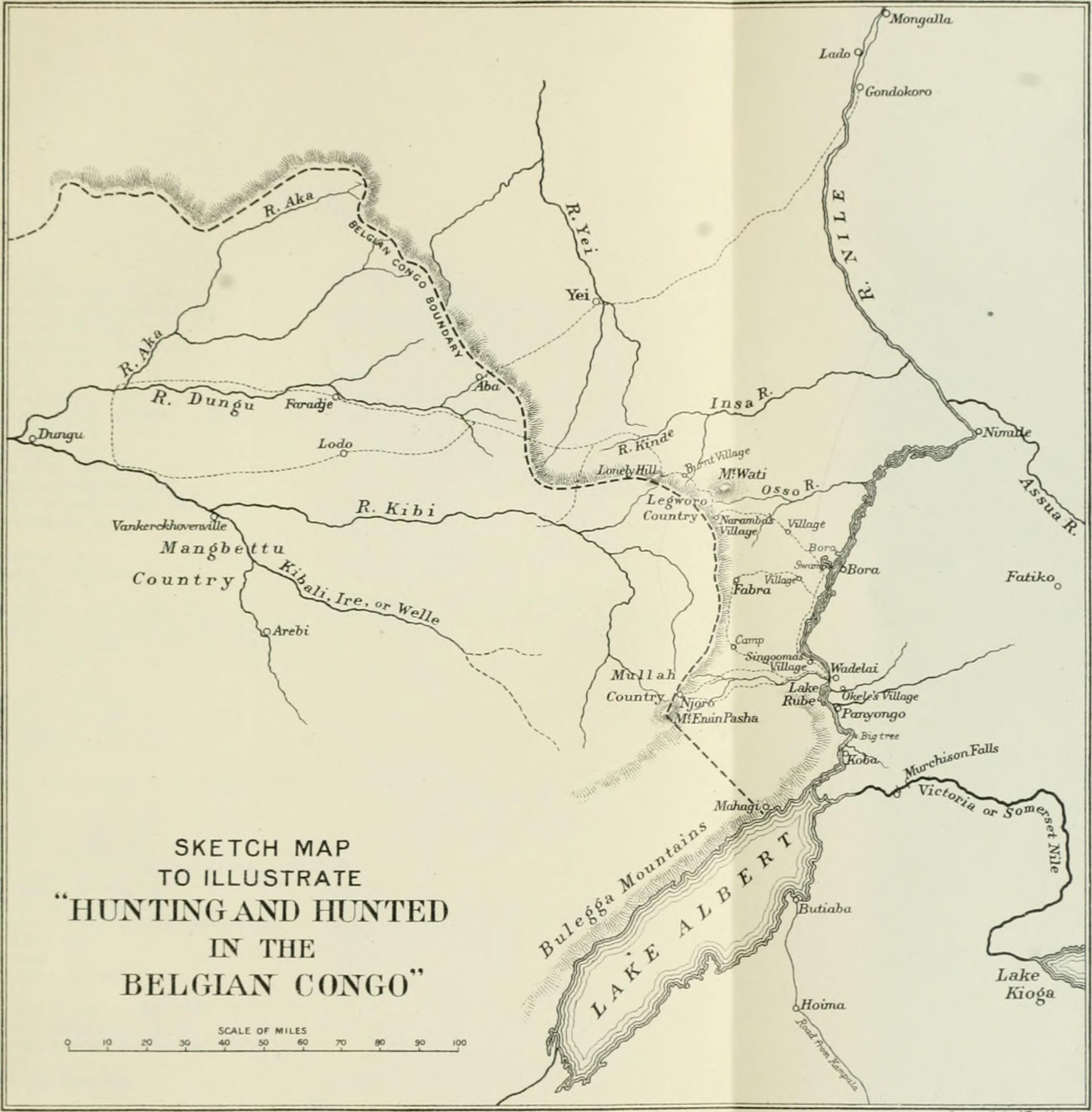
Mappa che mostra Lado a metà strada tra Gondokoro e Mongalla

Lado è un piccolo insediamento nello Stato di Jubek, nel Sudan del Sud, sulla riva occidentale del Nilo Bianco. Si trova a nord dell'odierna città di Juba.

## Storia
Quando il generale Gordon fu nominato nel 1874 governatore del territorio egiziano di Equatoria, trasferì la sua capitale dalla città di Gondokoro a Lado, che aveva un clima più salutare. Nel 1878 Emin Pasha fu nominato Bey di Equatoria, allora nominalmente sotto il controllo egiziano, con la sua base a Lado. Per un certo periodo l'insediamento fu la capitale dell'Enclave di Lado. Viaggiando attraverso l'Africa, l'esploratore russo Wilhelm Junker soggiornò a Lado nel 1884 e nei suoi scritti si complimentò degli edifici in mattoni e delle strade pulite.

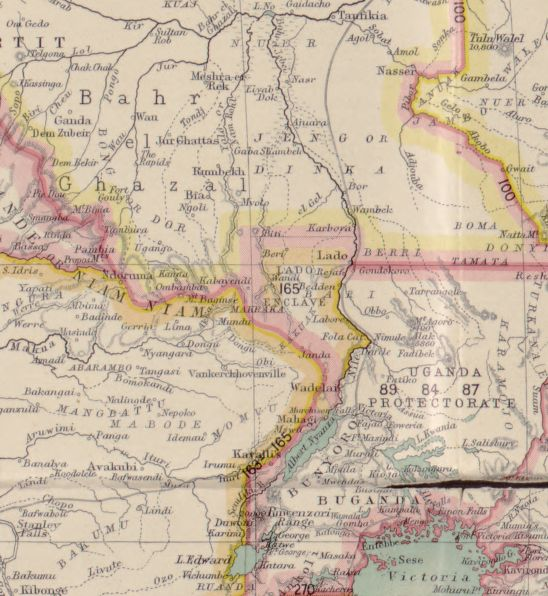
Mappa dell'Enclave di Lado che mostra la posizione di Lado sulla riva occidentale del Nilo Bianco